# غراند ليك (أوكلاهوما)
غراند ليك (بالإنجليزية: Grand Lake Towne, Oklahoma)‏ هي بلدة أمريكية تقع في الولايات المتحدة في مقاطعة مايز، أوكلاهوما. يقدر عدد سكانها بـ 74 نسمة ومساحتها 0.4 كم2 و وترتفع عن سطح البحر 242 متر.